# 灵湖

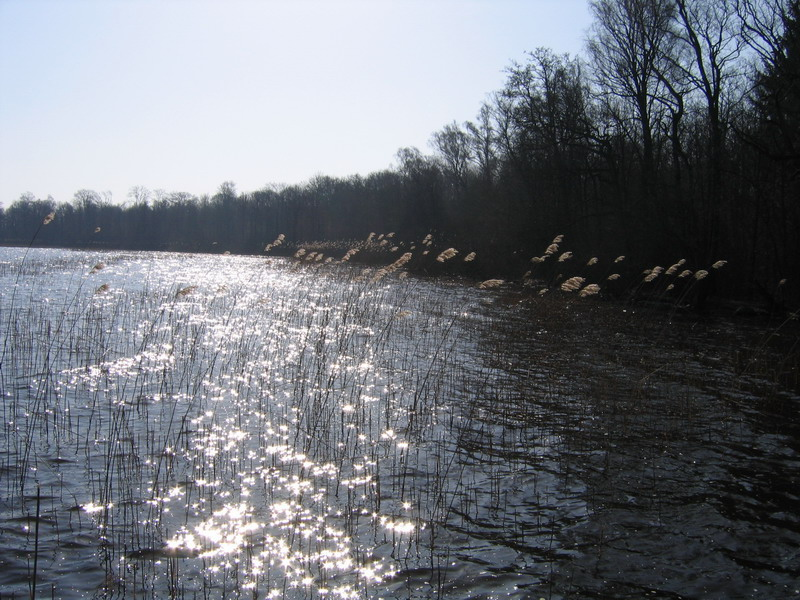
灵湖美景1

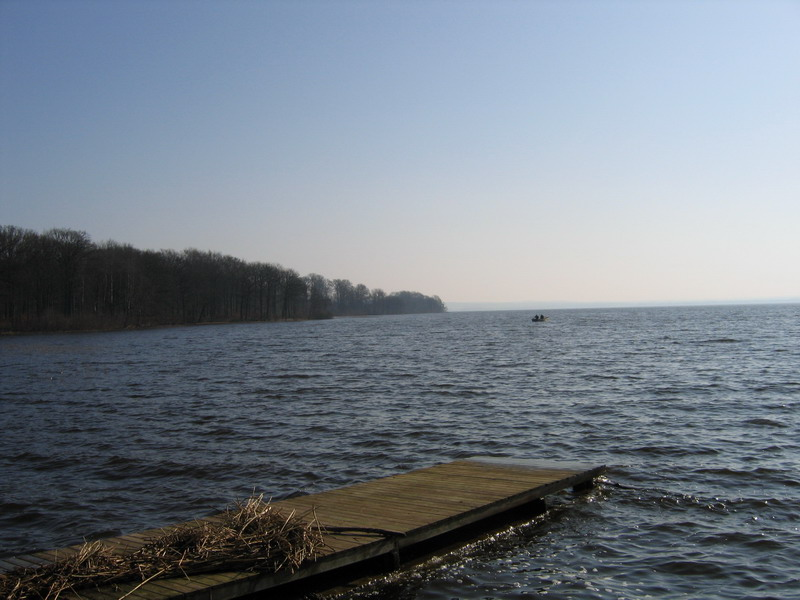
灵湖美景2

灵湖（瑞典语：Ringsjön）位于瑞典南部斯科讷省，是该地区第二大湖，水域面积395平方公里，海拔53米，水深达17米。中间有一小岛将湖分为东灵湖和西灵湖。岛上有一座标准高尔夫球场，还有一所建造于1080年的Bosjökloster修道院。